# Dominik Yankov
Dominik Ivilin Yankov (in bulgaro Доминик Ивилин Янков?; trasl. angl. Dominik Ivilin Yankov; Toronto, 28 luglio 2000) è un calciatore bulgaro con cittadinanza canadese, centrocampista del Rijeka e della nazionale bulgara.

## Caratteristiche tecniche
È un centrocampista offensivo.

## Carriera

### Club
Nato a Toronto da genitori bulgari, è rimasto in Canada fino all'età di 13 anni, quando si è trasferito in Inghilterra entrando a far parte dell'Academy del Sunderland. Tre anni più tardi è andato in Bulgaria, firmando con il Ludogorec.
Promosso nella squadra riserve impegnata in seconda divisione, ha debuttato il 13 agosto 2017 in occasione del match perso 3-1 contro il Nesebăr. Nel febbraio 2018 è stato aggregato alla prima squadra dall'allenatore Dimitar Dimitrov, ed il 12 maggio seguente ha esordito giocando l'incontro di campionato pareggiato 2-2 contro il Levski Sofia.
Il 1º agosto 2019 è stato ceduto in prestito al Botev Vraca per una stagione. Autore di un buon campionato con 3 reti segnate in 24 incontri, è stato confermato dal Ludogorets in vista della stagione 2020-2021. Il 24 settembre ha rinnovato il proprio contratto con il club biancoverde.

#### CF Montreal
Il 29 gennaio 2024 viene ingaggiato dal CF Montréal con cui firma un contratto triennale e l'opzione per estenderlo per altri due anni.
Il 16 marzo, alla terza presenza con i canadesi, realizza la prima rete in MLS per il momentaneo 1-3 del Montréal.

#### Il ritorno in Europa: Rijeka
Il 21 giugno 2025 viene comunicato il passaggio di Yankov al Rijeka.

### Nazionale
Eleggibile sia da Canada sia da Bulgaria, ha rappresentato il Canada Under-15 prima di essere convocato dalle rappresentative Under-17, Under-19 ed Under-21 della Bulgaria. In un'intervista rilasciata nel giugno 2020 ha dichiarato che avrebbe scelto la prima nazionale che lo avrebbe contattato.
Il 6 ottobre 2020 è stato convocato dal CT della Bulgaria Georgi Dermendžiev per sostituire l'infortunato Borislav Conev in vista dei match contro Ungheria, Finlandia e Galles. Ha esordito due giorni più tardi giocando gli ultimi minuti dell'incontro di qualificazione per gli europei 2020 perso 3-1 contro l'Ungheria.

## Statistiche
Statistiche aggiornate al 21 giugno 2025.

### Presenze e reti nei club
| Stagione            | Squadra             | Campionato          | Campionato | Campionato | Coppe nazionali | Coppe nazionali | Coppe nazionali | Coppe continentali | Coppe continentali | Coppe continentali | Altre coppe | Altre coppe | Altre coppe | Totale | Totale | Totale |
| Stagione            | Squadra             | Comp                | Pres       | Reti       | Comp            | Pres            | Reti            | Comp               | Pres               | Reti               | Comp        | Pres        | Reti        | Pres   | Reti   |        |
| ------------------- | ------------------- | ------------------- | ---------- | ---------- | --------------- | --------------- | --------------- | ------------------ | ------------------ | ------------------ | ----------- | ----------- | ----------- | ------ | ------ | ------ |
| 2017-2018           | Ludogorec II        | B-PFG               | 19         | 2          |                 | -               | -               |                    | -                  | -                  |             | -           | -           | 19     | 2      |        |
| 2018-2019           | Ludogorec II        | B-PFG               | 22         | 2          |                 | -               | -               |                    | -                  | -                  |             | -           | -           | 22     | 2      |        |
| Totale Ludogorec II | Totale Ludogorec II | Totale Ludogorec II | 41         | 4          |                 | -               | -               |                    | -                  | -                  |             | -           | -           | 41     | 4      |        |
| 2017-2018           | Ludogorec           | A-PFG               | 3          | 0          | CB              | 0               | 0               |                    | -                  | -                  |             | -           | -           | 3      | 0      |        |
| 2018-2019           | Ludogorec           | A-PFG               | 3          | 0          | CB              | 2               | 0               | UEL                | 0                  | 0                  |             | -           | -           | 5      | 0      |        |
| 2019-2020           | Ludogorec           | A-PFG               | 1          | 0          | CB              | 0               | 0               |                    | -                  | -                  |             | -           | -           | 1      | 0      |        |
| 2019-2020           | Botev Vraca         | A-PFG               | 24         | 3          | CB              | 3               | 2               |                    | -                  | -                  |             | -           | -           | 27     | 5      |        |
| 2020-2021           | Ludogorec           | A-PFG               | 23         | 3          | CB              | 3               | 0               | UCL+UEL            | 1+6                | 0                  | SB          | 1           | 0           | 34     | 3      |        |
| 2021-2022           | Ludogorec           | A-PFG               | 28         | 4          | CB              | 4               | 2               | UCL+UEL            | 4+5                | 0                  | SB          | 1           | 1           | 42     | 7      |        |
| 2022-2023           | Ludogorec           | A-PFG               | 11         | 0          | CB              | 2               | 0               | UCL+UEL+UECL       | 4+0+2              | 0                  | SB          | -           | -           | 19     | 0      |        |
| 2023-2024           | Ludogorec           | A-PFG               | 9          | 2          | CB              | 0               | 0               | UCL+UEL+UCL        | 4+3+3              | 1+0+0              | SB          | -           | -           | 19     | 3      |        |
| Totale Ludogorec    | Totale Ludogorec    | Totale Ludogorec    | 78         | 9          |                 | 11              | 2               |                    | 32                 | 1                  |             | 2           | 1           | 123    | 13     |        |
| 2024                | CF Montréal         | MLS                 | 21         | 2          | CC              | 1               | 0               |                    | -                  | -                  | LC          | 1           | 0           | 23     | 2      |        |
| feb.-giu. 2025      | CF Montréal         | MLS                 | 3          | 0          | CC              | 1               | 0               |                    | -                  | -                  | LC          | -           | -           | 4      | 0      |        |
| Totale CF Montréal  | Totale CF Montréal  | Totale CF Montréal  | 24         | 2          |                 | 2               | 0               |                    | -                  | -                  |             | 1           | 0           | 27     | 2      |        |
| 2025-2026           | Rijeka              | HNL                 | -          | -          | CC              | -               | -               |                    | -                  | -                  | -           | -           | -           | -      | -      |        |
| Totale carriera     | Totale carriera     | Totale carriera     | 167        | 18         |                 | 17              | 4               |                    | 32                 | 1                  |             | 3           | 1           | 219    | 24     |        |

### Cronologia presenze e reti in nazionale
| Cronologia completa delle presenze e delle reti in nazionale ― Bulgaria | Cronologia completa delle presenze e delle reti in nazionale ― Bulgaria | Cronologia completa delle presenze e delle reti in nazionale ― Bulgaria | Cronologia completa delle presenze e delle reti in nazionale ― Bulgaria | Cronologia completa delle presenze e delle reti in nazionale ― Bulgaria | Cronologia completa delle presenze e delle reti in nazionale ― Bulgaria | Cronologia completa delle presenze e delle reti in nazionale ― Bulgaria | Cronologia completa delle presenze e delle reti in nazionale ― Bulgaria |
| Data                                                                    | Città                                                                   | In casa                                                                 | Risultato                                                               | Ospiti                                                                  | Competizione                                                            | Reti                                                                    | Note                                                                    |
| ----------------------------------------------------------------------- | ----------------------------------------------------------------------- | ----------------------------------------------------------------------- | ----------------------------------------------------------------------- | ----------------------------------------------------------------------- | ----------------------------------------------------------------------- | ----------------------------------------------------------------------- | ----------------------------------------------------------------------- |
| 8-10-2020                                                               | Sofia                                                                   | Bulgaria                                                                | 1 – 3                                                                   | Ungheria                                                                | Qual. Euro 2020                                                         | -                                                                       | 79’                                                                     |
| 11-11-2020                                                              | Sofia                                                                   | Bulgaria                                                                | 3 – 0                                                                   | Gibilterra                                                              | Amichevole                                                              | -                                                                       |                                                                         |
| 15-11-2020                                                              | Sofia                                                                   | Bulgaria                                                                | 1 – 2                                                                   | Finlandia                                                               | UEFA Nations League 2020-2021 - 1º turno                                | -                                                                       | 65’                                                                     |
| 1-6-2021                                                                | Ried im Innkreis                                                        | Bulgaria                                                                | 1 – 1                                                                   | Slovacchia                                                              | Amichevole                                                              | -                                                                       | 46’                                                                     |
| 5-6-2021                                                                | Mosca                                                                   | Russia                                                                  | 1 – 0                                                                   | Bulgaria                                                                | Amichevole                                                              | -                                                                       | 62’                                                                     |
| 8-6-2021                                                                | Saint-Denis                                                             | Francia                                                                 | 3 – 0                                                                   | Bulgaria                                                                | Amichevole                                                              | -                                                                       | 70’                                                                     |
| 2-9-2021                                                                | Firenze                                                                 | Italia                                                                  | 1 – 1                                                                   | Bulgaria                                                                | Qual. Mondiali 2022                                                     | -                                                                       | 57’                                                                     |
| 8-9-2021                                                                | Sofia                                                                   | Bulgaria                                                                | 4 – 1                                                                   | Georgia                                                                 | Amichevole                                                              | -                                                                       | 60’                                                                     |
| 9-10-2021                                                               | Vilnius                                                                 | Lituania                                                                | 3 – 1                                                                   | Bulgaria                                                                | Qual. Mondiali 2022                                                     | -                                                                       | 67’                                                                     |
| 12-10-2021                                                              | Sofia                                                                   | Bulgaria                                                                | 2 – 1                                                                   | Irlanda del Nord                                                        | Qual. Mondiali 2022                                                     | -                                                                       | 73’                                                                     |
| 11-11-2021                                                              | Odessa                                                                  | Ucraina                                                                 | 1 – 1                                                                   | Bulgaria                                                                | Amichevole                                                              | -                                                                       | 69’                                                                     |
| 15-11-2021                                                              | Lucerna                                                                 | Svizzera                                                                | 4 – 0                                                                   | Bulgaria                                                                | Qual. Mondiali 2022                                                     | -                                                                       | 80’                                                                     |
| 26-3-2022                                                               | Al Rayyan                                                               | Qatar                                                                   | 2 – 1                                                                   | Bulgaria                                                                | Amichevole                                                              | -                                                                       | 82’                                                                     |
| 29-3-2022                                                               | Al Rayyan                                                               | Croazia                                                                 | 2 – 1                                                                   | Bulgaria                                                                | Amichevole                                                              | -                                                                       | 84’                                                                     |
| 5-6-2022                                                                | Razgrad                                                                 | Bulgaria                                                                | 2 – 5                                                                   | Georgia                                                                 | UEFA Nations League 2022-2023 - 1º turno                                | -                                                                       | 64’                                                                     |
| 7-9-2023                                                                | Plovdiv                                                                 | Bulgaria                                                                | 0 – 1                                                                   | Iran                                                                    | Amichevole                                                              | -                                                                       | 59’                                                                     |
| 10-9-2023                                                               | Podgorica                                                               | Montenegro                                                              | 2 – 1                                                                   | Bulgaria                                                                | Qual. Euro 2024                                                         | -                                                                       | 64’                                                                     |
| Totale                                                                  |                                                                         | Presenze                                                                | 17                                                                      |                                                                         | Reti                                                                    | 0                                                                       |                                                                         |

## Palmarès
- Campionato bulgaro: 6

Ludogorec: 2017-2018 2018-2019, 2019-2020, 2020-2021, 2021-2022, 2022-2023
- Coppa di Bulgaria: 1

Ludogorec: 2022-2023
- Supercoppa di Bulgaria: 4

Ludogorec: 2018, 2019, 2021, 2022